# Johan Hendrik van Heurn
Johan Hendrik van Heurn ('s-Hertogenbosch, 13 augustus 1716 – aldaar, 1793) was een Brabants bestuurder en geschiedschrijver. 
Hij was een zoon van Jan van Heurn en Antonia Emelia Wolfsen. Hij heeft in Utrecht gestudeerd, waar hij in 1738 promoveerde. Hij was schepen in zijn geboortstad 's-Hertogenbosch. Hij trad in het huwelijk met Anna Roemer, dochter van een predikant. Samen kregen zij twee zonen, waaronder Johan van Heurn. 
Reeds in zijn jeugd had hij belangstelling voor geschiedenis. Zijn voornaamste werk, waarvan het eerste deel uit 1776 dateert, is de "Historie der Stad en Meijerij van 's Hertogenbosch, alsmede van de voornaamste daden der hertogen van Brabant" dat tussen 1776 en 1778 in vier delen verscheen bij de Utrechtse drukkerij J. van Schoonhoven. 

## Boeken
- Eerste deel Historie der Stad en Meijerij van 's Hertogenbosch ...
- Tweede deel
- Derde deel